# (500052) 2011 UK103
(500052) 2011 UK103 es un asteroide perteneciente al cinturón de asteroides, descubierto el 14 de noviembre de 2007 por el equipo del Spacewatch desde el Observatorio Nacional de Kitt Peak, Arizona, Estados Unidos.

## Designación y nombre
Designado provisionalmente como 2011 UK103.

## Características orbitales
2011 UK103 está situado a una distancia media del Sol de 2,548 ua, pudiendo alejarse hasta 2,975 ua y acercarse hasta 2,121 ua. Su excentricidad es 0,167 y la inclinación orbital 13,22 grados. Emplea 1485,77 días en completar una órbita alrededor del Sol.

## Características físicas
La magnitud absoluta de 2011 UK103 es 17,7.